# Bermuda

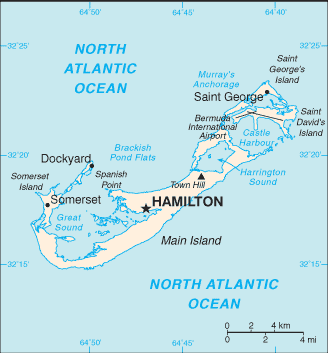
Karta över Bermuda

Bermuda (även Bermudaöarna) är en ögrupp i västra Atlanten. Det är ett brittiskt utomeuropeiskt territorium som av FN anses vara ett icke-självstyrande område och består totalt av omkring 138 öar, mestadels korallöar. Huvudstad är Hamilton.
Av de cirka 61 000 invånarna härstammar 60 procent från afrikanska slavar, och de övriga 40 procenten härstammar från britter samt portugiser som kom från Azorerna och Madeira under 1800-talet. Officiellt språk är engelska, medan portugisiska talas av en minoritet.
Bermuda har ett av världens högsta BNP per capita. Finansiella tjänster är den viktigaste näringen och utgör cirka 85 procent av BNP.  
Bermuda har goda flygförbindelser med framför allt Nordamerika – direktflyg finns från flera städer i USA och Kanada till Bermuda – medan det från Europa endast finns direkta flygförbindelser med London. Turismen utgör cirka 5% av Bermudas BNP.
Bermuda har gett namn åt Bermudatriangeln, som ligger strax söder om ögruppen.

## Historia
Bermuda upptäcktes 1503 av spanjoren Juan Bermúdez. Öarna förblev obebodda fram till 1609, då en flotta med brittiska kolonisatörer led skeppsbrott på dess korallrev. Skeppsbrottet är avbildat på Bermudas statsvapen. Öarna koloniserades av Virginiakompaniet som gjorde anspråk på dem från 1612, och engelska nybyggare flyttade dit. 1684 blev ögruppen brittisk kronkoloni. Indiska och afrikanska slavar importerades som arbetskraft. En brittisk militärbas anlades 1797. Liksom i övriga brittiska kolonier upphörde slaveriet 1834. Virginiakompaniet och brittiska kronan förvaltade landet gemensamt från 1864. Den brittiska militärbasen stängdes 1957, men USA har sedan 1941 en flottbas på ögruppen. Landet fick betydande självstyre och egen konstitution 1968. Under 1970-talet förekom rasmotsättningar och sociala motsättningar, där bland annat guvernören 1973 mördades. Nya oroligheter bröt ut 1977.

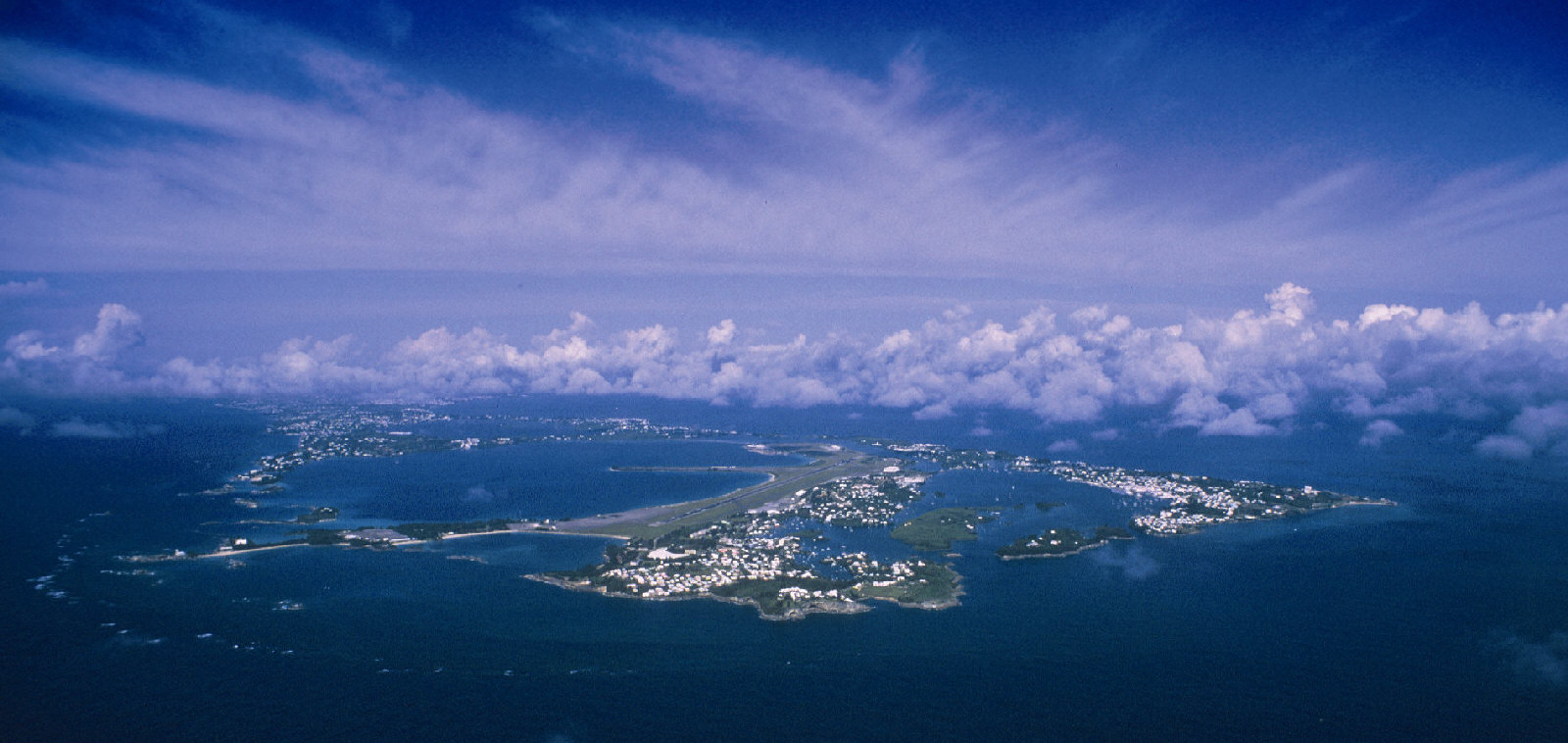
Flygfotografi

## Administrativ indelning
Bermuda är indelat i nio församlingar (parishes) och två kommuner (municipalities): 

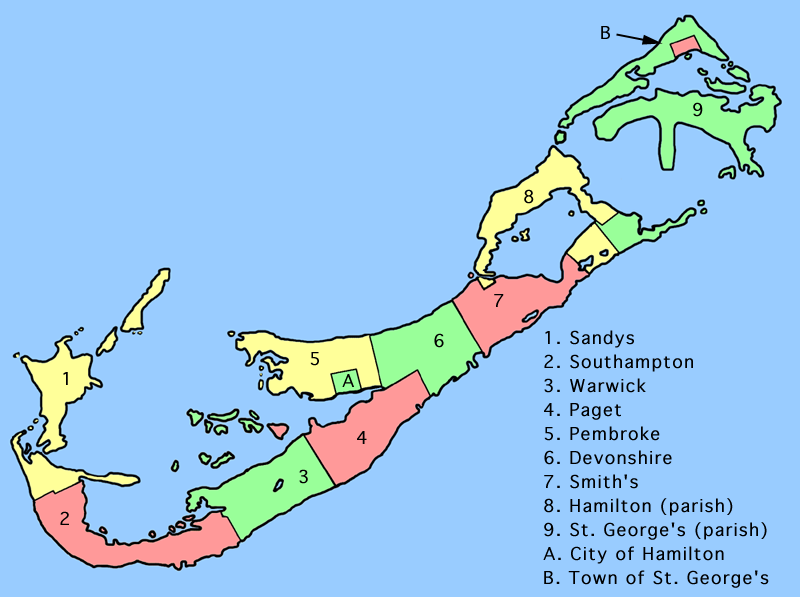
Församlingar och kommuner på Bermuda. Se tabell för uppgifter om folkmängder och befolkningstäthet.

| Nr | Församling (1–9) Kommun (A–B) | Yta km² | Folkmängd 2010 | Inv/km²  |
| -- | ----------------------------- | ------- | -------------- | -------- |
| 1  | Sandys                        | 6,75    | 7 655          | 1 134,07 |
| 2  | Southampton                   | 5,75    | 6 633          | 1 153,56 |
| 3  | Warwick                       | 5,72    | 8 615          | 1 514,86 |
| 4  | Paget                         | 5,28    | 5 702          | 1 079,92 |
| 5  | Pembroke                      | 5,44    | 10 610         | 1 950,36 |
| 6  | Devonshire                    | 4,9     | 7 332          | 1 496,32 |
| 7  | Smith’s                       | 4,9     | 5 406          | 1 103,26 |
| 8  | Hamilton                      | 5,1     | 5 862          | 1149,41  |
| 9  | St. George's                  | 9,3     | 6 422          | 690,53   |
| A  | Hamilton                      | 0,7     | 1 010          | 1 442,85 |
| B  | Saint George                  | 1,37    | 1 743          | 1 272,26 |
|    | Bermuda                       | 53,1    | 64 237         | 1 218,25 |

## Källhänvisningar
1. ↑  ”Non-Self-Governing Territories”. United Nations. http://www.un.org/en/decolonization/nonselfgovterritories.shtml. Läst 29 oktober 2012.
2. ↑  ”Bermuda | Geography, History, & Facts” (på engelska). Encyclopedia Britannica. https://www.britannica.com/place/Bermuda. Läst 22 september 2019.
3. 1 2  ”North America :: Bermuda — The World Factbook - Central Intelligence Agency”. www.cia.gov. Arkiverad från originalet den 4 juni 2020. https://web.archive.org/web/20200604143735/https://www.cia.gov/library/publications/the-world-factbook/geos/bd.html. Läst 22 september 2019.
4. ↑  ”BERMUDA DIGEST OF STATISTICS” (på engelska) (pdf). Department of Statistics. januari 2015. http://cloudfront.bernews.com/wp-content/uploads/2015/01/2014-Digest-of-Statistics.pdf. Läst 12 april 2016.
5. ↑  ”Parishes of Bermuda” (på engelska). http://statoids.com/ubm.html. Läst 12 april 2016.